# Kocaoğlu, Havza
Kocaoğlu là một xã thuộc huyện Havza, tỉnh Samsun, Thổ Nhĩ Kỳ. Dân số thời điểm năm 2010 là 381 người.